# Слопнічанка
Слопнічанка (пол. Słopniczanka, Słopnica) — гірська річка в Польщі, у Лімановському повіті Малопольського воєводства. Права притока Лососіни, (басейн Балтійського моря).

## Опис
Довжина річки 12 км, падіння річки 440  м, похил річки 36,67  м/км, найкоротша відстань між витоком і гирлом — 10,89  км, коефіцієнт звивистості річки — 1,11 . Формується притоками, багатьма гірськими безіменними потоками та частково каналізована.

## Розташування
Бере початок на північно-східних схилах хребта Заповідниці (840 м) на висоті 790 м над рівнем моря (гміна Слопніце). Спочатку тече переважно на північний схід через село Слопніце і потім повертає на північний захід. Далі тече через Замесьце і на висоті 350 м над рівнем моря у селі Тумбарк впадає у річку Лососіну, ліву притоку Дунайця.

## Притоки
- Бабинець, Чорна Річка, Янівський Потік, Міхалковський Потік, Могильниця (ліві).

## Іхтіофауна
- У пригирловій частині річки вода відноситься до III класу і її якість задовільного стану. У річці виділяються водні риби: форель і харіус європейський. Домінуючим видом є пструг струмковий і головень. Супутніми видами є головень червоноголовий, мерсениця струмкова, слиж і ялець.[4]

## Цікаві факти
- У селі Замесьце річку перетинає державний автошлях  28.
- Навколо річки пролягають туристичні шляхи, яки на мапі туристичній значаться кольором: зеленим (Ландшафтний заказник Могеліци — Хрест партизанам — Заповідниця (840 м); жовтим (Ландшафтний заказник Могеліци — Тумбарк); червоним (Хишувкі — Слопніце).[3]